# Euporija (mjesec)
Euporija (također Jupiter XXXIV) je prirodni satelit planeta Jupiter, iz grupe Ananke. Retrogradni nepravilni satelit s oko 2 kilometra u promjeru i orbitalnim periodom od 538.780 dana.